# Torneo de Metz 2015
El Moselle Open 2015 es un torneo de tenis jugado en canchas duras bajo techo. Es la 18 ª edición del Moselle Open , y forma parte de la ATP World Tour 250 series del 2015. Se llevará a cabo en el Parc des Expositions de Metz Métropole, Francia, del 21 al 27 de septiembre de 2015.

## Cabeza de serie

### Individual
| Tenista                | Ranking | Preclasificada |
| Stan Wawrinka          | 4       | 1              |
| Gilles Simon           | 10      | 2              |
| Jo-Wilfried Tsonga     | 17      | 3              |
| Guillermo García-López | 31      | 4              |
| Philipp Kohlschreiber  | 34      | 5              |
| Martin Kližan          | 36      | 6              |
| Adrian Mannarino       | 39      | 7              |
| Fernando Verdasco      | 43      | 8              |

- El Ranking es de 14 de septiembre de 2015.

### Dobles
| Tenista                             | Ranking | Preclasificada |
| Pierre-Hugues Herbert Nicolas Mahut | 21      | 1              |
| Łukasz Kubot Édouard Roger-Vasselin | 52      | 2              |
| Raven Klaasen Rajeev Ram            | 72      | 3              |
| Eric Butorac Scott Lipsky           | 86      | 4              |

## Campeones

### Individual Masculino
Jo-Wilfried Tsonga venció a  Gilles Simon por 7-6(5), 1-6, 6-2

### Dobles Masculino
Łukasz Kubot /  Édouard Roger-Vasselin vencieron a  Pierre-Hugues Herbert /  Nicolas Mahut por 2-6, 6-3, [10-7]